# 超稀疏星系
超稀疏星系（Ultra diffuse galaxy，縮寫：UDG）是一種物質密度極低的星系。這類星系的體積可能和我們的銀河系相同，但恆星數只有銀河系的1%。這類星系因為缺乏恆星形成的氣體而使其光度極低，結果就是星系內的恆星相當古老。
目前在距離地球3.3億光年的后髮座星系團內找到了一些超稀疏星系，這些星系的直徑大約是60 kly（18 kpc）（超過銀河系直徑一半），但內部恆星數只有銀河系的1%左右。后髮座星系團內的超稀疏星系分布與一般明亮星系相同；這表示星系團內超稀疏星系的氣體被剝離，同時明亮星系吸收了大量氣體。較高潮汐力區域內也有類似的分布情形，這代表在較高壓力下有較大比例的暗物質讓區域內星系保持聚集。
后髮座星系團內一個超稀疏星系的典型例子是蜻蜓44星系。該星系的轉速觀測資料顯示它的質量是太陽的1兆倍，大約與銀河系相等。這也符合蜻蜓44星系周圍90個球狀星團運動的觀測資料結果。但是它的光度只有約銀河系的1%。2016年8月25日的一篇論文指出，蜻蜓44星系可能是幾乎完全由暗物質組成的星系。
2018年3月28日，耶魯大學天文學者彼得·范道肯研究團隊發現，NGC 1052附近的超稀疏星系NGC 1052-DF2與眾不同地缺乏暗物質。

## 延伸閱讀
- Pieter G. van Dokkum; Aaron J. Romanowsky; Roberto Abraham; Jean P. Brodie; Charlie Conroy; Marla Geha; Allison Merritt; Alexa Villaume; Jielai Zhang. . The Astrophysical Journal Letters (American Astronomical Society). 6 February 2015, 804 (1) (1 May 2015). Bibcode:2015arXiv150403320V. arXiv:1504.03320 . doi:10.1088/2041-8205/804/1/L26.
- Koda, Jin; Yagi, Masafumi; Yamanoi, Hitomi; Komiyama, Yutaka. . The Astrophysical Journal Letters. 4 June 2015. Bibcode:2015arXiv150601712K. arXiv:1506.01712 .